# Axel Ljung
Axel Ljung (Estocolmo, 30 de dezembro de 1884 — Estocolmo, 26 de julho de 1926) foi um atleta sueco que competiu em provas de ginástica artística e de atletismo pela nação.
Ljung é o detentor de uma medalha olímpica, conquistada na edição britânica, os Jogos de Londres, em 1908. Nesta ocasião, competiu como ginasta na prova coletiva. Ao lado de outros 37 companheiros, conquistou a medalha de ouro, após superar as nações da Noruega e da Finlândia. Anteriormente, em 1906, aos 22 anos de idade, competiu nos Jogos Intercalados, dos quais saiu sem medalhas, apesar de disputar duas provas do atletismo.